# LRVP-het Zeteltje
LRVP-het Zeteltje war eine niederländische Partei. LRVP steht für „Liefde, Respect en Vrijheid Partij“ (deutsch Liebe, Respekt und Freiheit-Partei), mit dem „Zeteltje“ ist ein Sitz im niederländischen Unterhaus gemeint, den die Partei zu erringen hoffte.

## Geschichte
Gegründet wurde die Partei im Jahr 2004 von Sander van der Sluis, den die Zeitung Het Parool einen „John Lennon aus Limburg“ nannte. Er war auch Spitzenkandidat für die Parlamentswahlen von 2006. Den Ursprung hat die gesellschaftliche kulturelle Vereinigung, als die sie sich selbst sieht, in dem Aufkommen des digitalen Zeitalters der Musik in den 1990er Jahren, der eine Basis für mehr „Liebe und Respekt“ geschaffen habe und es ermögliche, für eine bessere Welt einzutreten. Die Partei trat nur im Wahlkreis Amsterdam ein, mit 185 Stimmen (0,0 %), dem drittschlechtesten Ergebnis aller angetretenen Parteien, konnte sie nicht ins niederländische Unterhaus einziehen. Im Gegensatz zu manch anderen Kleinparteien, die bei der Wahl erfolglos blieben, bestand LRVP-het Zeteltje im Anschluss an diese weiterhin fort.

## Parteiprogramm
In ihrem Programm sprach sich die Partei für die Legalisierung aller Drogen aus. Sie gab das Motto „Religions are all the same“ aus, dem zufolge alle Religionen den gleichen Ursprung hätten. Einmal in der Woche sollte testweise ein Jahr lang das Tempolimit auf den Straßen aufgehoben werden. Für den Abbau der Staatsschulden schlug die Partei eine „Soziale Korrektursteuer“ vor und setzte sich für die Direktwahl von Bürgermeistern ein. Ihrer Ansicht nach sollten neue Parteien im Parlament maximal fünf Sitze erhalten, da sie sich innerhalb der Legislaturperiode zuerst beweisen sollten.

## Ergebnisse bei nationalen Wahlen
| Jahr | Stimmen | Prozent | +/- | Sitze | +/- |
| ---- | ------- | ------- | --- | ----- | --- |
| 2006 | 185     | 0,0 %   |     | 0     |     |